# Aifos
Aifos es un grupo empresarial con sede en Málaga (España), dedicado a la promoción inmobiliaria de vivienda vacacional. Llegó a tener plantilla próxima a 2200 empleados.
Los principales centros de actividad de la empresa fueron la costa mediterránea española y Aragón, llegando a contar con delegaciones comerciales en ciudades como Londres, Mánchester y Dublín. Cuenta además con una división de hoteles comercializados bajo la marca Gvadalpín que explotó tres hoteles de lujo en la Costa del Sol,  el "Guadalpín Marbella" y el "Guadalpín Banús" en Marbella y el "Guadalpín Byblos" en Mijas
Desde 2006 la empresa se ha visto envuelta en numerosos escándalos de corrupción, siendo la mayoría de sus dirigentes arrestados en el marco de la Operación Malaya.
A fecha de 25 de julio de 2009 la empresa contaba con 150 trabajadores y estaba declarada en concurso de acreedores con un pasivo de 1.029 millones de euros. Su presidente, Jesús Ruiz Casado, se enfrenta a una petición del fiscal de 7 años de cárcel por una demanda a la que le siguen aproximadamente 3.000 demandas más.